# Corée du Sud aux Jeux olympiques d'été de 2016
La Corée du Sud participe aux Jeux olympiques d'été de 2016 à Rio de Janeiro au Brésil du 5 août au 21 août. Il s'agit de sa 17e participation à des Jeux d'été.

## Athlétisme

### Hommes

#### Course
| Athlètes         | Compétitions | Série   | Série | Demi-finales | Demi-finales | Finale          | Finale  |
| Athlètes         | Compétitions | Temps   | Rang  | Temps        | Rang         | Temps           | Rang    |
| ---------------- | ------------ | ------- | ----- | ------------ | ------------ | --------------- | ------- |
| Kim Kuk-young    | 100 mètres   | 10 s 37 | 7e    | Éliminé      | Éliminé      | Éliminé         | Éliminé |
| Son Myeongjun    | Marathon     | NC      | NC    | NC           | NC           | 2 h 36 min 21 s | 131e    |
| Shim Jung-Sub    | Marathon     | NC      | NC    | NC           | NC           | 2 h 42 min 42 s | 138e    |
| Kim Hyun-sub     | 20 km marche | NC      | NC    | NC           | NC           | 1 h 21 min 44 s | 17e     |
| Cho Byeong-Kwang | 20 km marche | NC      | NC    | NC           | NC           | 1 h 29 min 08 s | 57e     |
| Byun Young-Jun   | 20 km marche | NC      | NC    | NC           | NC           | 1 h 30 min 38 s | 61e     |
| Chilsung Park    | 50 km marche | NC      | NC    | NC           | NC           | DSQ             | /       |

#### Concours
| Athlètes       | Compétitions     | Série    | Série | Finale   | Finale  |
| Athlètes       | Compétitions     | Résultat | Rang  | Résultat | Rang    |
| -------------- | ---------------- | -------- | ----- | -------- | ------- |
| Woo Sang-hyeok | Saut en hauteur  | 2,26 m   | 22e   | Éliminé  | Éliminé |
| Yun Seung-hyun | Saut en hauteur  | 2,17 m   | 43e   | Éliminé  | Éliminé |
| Kim Deok-hyeon | Saut en longueur | 7,82 m   | 14e   | Éliminé  | Éliminé |
| Kim Deok-hyeon | Triple saut      | 16,36 m  | 27e   | Éliminé  | Éliminé |

### Femmes

#### Course
| Athlètes       | Compétitions | Série | Série | Demi-Finales | Demi-Finales | Finale          | Finale |
| Athlètes       | Compétitions | Temps | Rang  | Temps        | Rang         | Temps           | Rang   |
| -------------- | ------------ | ----- | ----- | ------------ | ------------ | --------------- | ------ |
| Ahn Seul-Ki    | Marathon     | NC    | NC    | NC           | NC           | 2 h 36 min 50 s | 42e    |
| Lim Kyueng-hee | Marathon     | NC    | NC    | NC           | NC           | 2 h 43 min 31 s | 70e    |
| Yeongeun Jeon  | 20 km marche | NC    | NC    | NC           | NC           | 1 h 36 min 31 s | 39e    |
| Daseul Lee     | 20 km marche | NC    | NC    | NC           | NC           | DSQ             | /      |
| Lee Jong-eun   | 20 km marche | NC    | NC    | NC           | NC           | DSQ             | /      |

## Aviron
Légende: FA = finale A (médaille) ; FB = finale B (pas de médaille) ; FC = finale C (pas de médaille) ; FD = finale D (pas de médaille) ; FE = finale E (pas de médaille) ; FF = finale F (pas de médaille) ; SA/B = demi-finales A/B ; SC/D = demi-finales C/D ; SE/F = demi-finales E/F ; QF = quarts de finale; R= repêchage
| Athlète       | Compétition  | Séries        | Séries | Repêchage     | Repêchage | Quarts de finale | Quarts de finale | Demi-finales  | Demi-finales | Finale        | Finale |
| Athlète       | Compétition  | Temps         | Rang   | Temps         | Rang      | Temps            | Rang             | Temps         | Rang         | Temps         | Rang   |
| ------------- | ------------ | ------------- | ------ | ------------- | --------- | ---------------- | ---------------- | ------------- | ------------ | ------------- | ------ |
| Kim Dong-yong | Skiff hommes | 7 min 20 s 85 | 4 R    | 7 min 12 s 96 | 1 QF      | 7 min 05 s 69    | 5 SC/D           | 7 min 20 s 10 | 3 FC         | 6 min 59 s 72 | 17     |
| Kim Ye-ji     | Skiff femmes | 8 min 24 s 79 | 4 R    | 7 min 59 s 59 | 1 QF      | 7 min 51 s 80    | 5 SC/D           | 8 min 12 s 58 | 3 FC         | 7 min 52 s 68 | 18     |

## Badminton
| Athlète                          | Compétition   | Phase de groupes                       | Phase de groupes                                | Phase de groupes                                 | Phase de groupes | 1/8 de finale                 | Quarts de finale                                       | Demi-finales                                   | Finale ou 3e place            | Finale ou 3e place                  |
| Athlète                          | Compétition   | Adversaire Score                       | Adversaire Score                                | Adversaire Score                                 | Rang             | Adversaire Score              | Adversaire Score                                       | Adversaire Score                               | Adversaire Score              | Rang                                |
| Lee Dong-keun                    | Simple hommes | battu par Ponsana 19-21, 21-17, 16-21  | battu par Axelsen 11-21, 13-21                  | NC                                               | 3e Gr. L         | Éliminé                       | Éliminé                                                | Éliminé                                        | Éliminé                       | Éliminé                             |
| Son Wan-ho                       | Simple hommes | bat Maliekal 21-10, 21-10              | bat Pochtarev 21-9, 21-15                       | NC                                               | 1er Gr. N        | bat Ng 23-21, 21-17           | battu par Chen 11-21, 21-18, 11-21                     | Éliminé                                        | Éliminé                       | Éliminé                             |
| Bae Yeon-ju                      | Simple dames  | bat Cicognini 21-11, 21-8              | bat Bayrak 21-11, 21-7                          | NC                                               | 1er Gr. I        | battue par Okuhara 6-21, 7-21 | Éliminée                                               | Éliminée                                       | Éliminée                      | Éliminée                            |
| Sung Ji-hyun                     | Simple dames  | bat Lansac 21-13, 21-14                | bat Liang 21-17, 21-11                          | NC                                               | 1er Gr. C        | bat Zetchiri 21-15, 21-12     | battue par Marín 12-21, 16-21                          | Éliminée                                       | Éliminée                      | Éliminée                            |
| Lee Yong-dae / Yoo Yeon-seong    | Double hommes | battent Lee / Tsai 18-21, 21-13, 21-18 | battus par Ivanov / Sozonov 17-21, 21-19, 16-21 | battent Chau / Serasinghe 21-14, 21-16           | 2e Gr. A         | NC                            | battus par Goh / Tan 21-17, 18-21, 19-21               | Éliminés                                       | Éliminés                      | Éliminés                            |
| Kim Gi-jung / Kim Sa-rang        | Double hommes | battent Boe / Mogensen 21-15, 21-18    | battent Cwalina / Wacha 21-14, 21-15            | battus par Ellis / Langridge 21-17, 23-25, 18-21 | 1er Gr. C        | NC                            | battus par Fu / Zhang 21-11, 18-21, 22-24              | Éliminés                                       | Éliminés                      | Éliminés                            |
| Jung Kyung-eun / Shin Seung-chan | Double dames  | battent Luo Ying / Luo Yu 21-10, 21-14 | battues par Pedersen / Rytter Juhl 16-21, 18-21 | battent Lee / Obanan 21-14, 21-12                | 1er Gr. B        | NC                            | battent Muskens / Piek 21-13, 20-22, 21-14             | battues par Matsutomo / Takahashi 16-21, 15-21 | battent Tang / Yu 21-8, 21-17 | Médaille de bronze, Jeux olympiques |
| Chang Ye-na / Lee So-hee         | Double dames  | battent Tang / Yu 21-18, 14-21, 21-11  | battues par G. Stoeva / S. Stoeva 24-22, 21-15  | battent Goliszewski / Nelte 21-18, 18-21, 21-17  | 1er Gr. D        | NC                            | battues par Pedersen / Rytter Juhl 26-28, 21-18, 15-21 | Éliminées                                      | Éliminées                     | Éliminées                           |
| Ko Sung-hyun / Kim Ha-na         | Double mixte  | battent Crew / Subandhi 21-14, 21-19   | battent Arends / Piek 21-10, 21-10              | battent Kazuno / Kurihara 25-23, 21-17           | 1er Gr. D        | NC                            | battus par Xu / Ma 17-21, 18-21                        | Éliminés                                       | Éliminés                      | Éliminés                            |

## Cyclisme

### Cyclisme sur route
| Athlète       | Compétition            | Temps           | Rang |
| ------------- | ---------------------- | --------------- | ---- |
| Kim Ok-cheol  | Course en ligne hommes | non terminé     | NC   |
| Seo Joon-yong | Course en ligne hommes | non terminé     | NC   |
| Na Ah-reum    | Course en ligne femmes | 3 h 58 min 03 s | 30e  |

### Cyclisme sur piste

#### Vitesse
| Athlète | Compétition                 | Qualification | Qualification | 1er tour                 | Repêchages 1             | 2e tour                  | Repêchages 2             | Quarts de finale         | Demi-finales             | Finale                   | Finale |
| Athlète | Compétition                 | Temps Vitesse | Rang          | Adversaire Temps Vitesse | Adversaire Temps Vitesse | Adversaire Temps Vitesse | Adversaire Temps Vitesse | Adversaire Temps Vitesse | Adversaire Temps Vitesse | Adversaire Temps Vitesse | Rang   |
| ------- | --------------------------- | ------------- | ------------- | ------------------------ | ------------------------ | ------------------------ | ------------------------ | ------------------------ | ------------------------ | ------------------------ | ------ |
|         | Vitesse individuelle hommes |               |               |                          |                          |                          |                          |                          |                          |                          |        |
|         | Vitesse par équipes hommes  |               | 9             | NC                       | NC                       | NC                       | NC                       | NC                       | NC                       |                          |        |

#### Keirin
| Athlète | Compétition   | 1er tour | Repêchage | 2e tour | Finale |
| Athlète | Compétition   | Rang     | Rang      | Rang    | Rang   |
| ------- | ------------- | -------- | --------- | ------- | ------ |
|         | Keirin hommes |          |           |         |        |
|         | Keirin femmes |          |           |         |        |

#### Omnium
| Athlète | Compétition   | Scratch | Poursuite | Poursuite | Élimination | Contre-la-montre | Contre-la-montre | Tour lancé | Tour lancé | Course aux points | Course aux points | Total | Rang |
| Athlète | Compétition   | Rang    | Temps     | Rang      | Rang        | Temps            | Rang             | Temps      | Rang       | Points            | Rang              | Total | Rang |
| ------- | ------------- | ------- | --------- | --------- | ----------- | ---------------- | ---------------- | ---------- | ---------- | ----------------- | ----------------- | ----- | ---- |
|         | Omnium hommes |         |           |           |             |                  |                  |            |            |                   |                   |       |      |

## Escrime
| Athlète                                      | Compétition        | 1/32 de finale   | 1/16 de finale   | 1/8 de finale    | Quarts de finale | Demi-finales     | Match pour la médaille de bronze Matchs de classement 5-8 | Match pour la médaille de bronze Matchs de classement 5-8 | Finale           | Finale                              |
| Athlète                                      | Compétition        | Adversaire Score | Adversaire Score | Adversaire Score | Adversaire Score | Adversaire Score | Adversaire Score                                          | Rang                                                      | Adversaire Score | Rang                                |
| -------------------------------------------- | ------------------ | ---------------- | ---------------- | ---------------- | ---------------- | ---------------- | --------------------------------------------------------- | --------------------------------------------------------- | ---------------- | ----------------------------------- |
| Jung Jin-sun                                 | Épée individuelle  | Fernández 15-8   | Garozzo 11-15    | DNA              | DNA              | DNA              | DNA                                                       | DNA                                                       | DNA              | 34e                                 |
| Park Kyoung-doo                              | Épée individuelle  | NC               | Novosjolov 10-12 | DNA              | DNA              | DNA              | DNA                                                       | DNA                                                       | DNA              | 19e                                 |
| Park Sang-young                              | Épée individuelle  | NC               | Sukhov 15-12     | Garozzo 15-11    | Heinzer 15-4     | Steffen 15-9     | NA                                                        | NA                                                        | Imre 15-14       | Médaille d'or, Jeux olympiques      |
| Jung Jin-sun Park Kyoung-doo Park Sang-young | Épée par équipes   | NC               | NC               | NC               | Hongrie 42-45    | DNA              | Venezuela 45-40 Suisse 45-36                              | 5e                                                        | DNA              | 5e                                  |
| Heo Jun                                      | Fleuret individuel | NC               | Cheung 8-15      | DNA              | DNA              | DNA              | DNA                                                       | DNA                                                       | DNA              | 20e                                 |
| Gu Bon-gil                                   | Sabre individuel   | Amer 15-9        | Abedini 12-15    | DNA              | DNA              | DNA              | DNA                                                       | DNA                                                       | DNA              | 9e                                  |
| Kim Jung-hwan                                | Sabre individuel   | NC               | Galvez 15-7      | Bazadze 15-14    | Kovalev 15-10    | Szilágyi 12-15   | Abedini 15-8                                              | DNA                                                       | DNA              | Médaille de bronze, Jeux olympiques |

| Athlète                                | Compétition        | 1/32 de finale   | 1/16 de finale   | 1/8 de finale    | Quarts de finale | Demi-finales     | Match pour la médaille de bronze Matchs de classement 5-8 | Match pour la médaille de bronze Matchs de classement 5-8 | Finale           | Finale |
| Athlète                                | Compétition        | Adversaire Score | Adversaire Score | Adversaire Score | Adversaire Score | Adversaire Score | Adversaire Score                                          | Rang                                                      | Adversaire Score | Rang   |
| -------------------------------------- | ------------------ | ---------------- | ---------------- | ---------------- | ---------------- | ---------------- | --------------------------------------------------------- | --------------------------------------------------------- | ---------------- | ------ |
| Choi In-jeong                          | Épée individuelle  | NC               | Kolobova 15-12   | Popescu 15-8     | Fiamingo 8-15    | DNA              | DNA                                                       | DNA                                                       | DNA              | 7e     |
| Kang Young-mi                          | Épée individuelle  | NC               | Sun 15-10        | Szász 11-15      | DNA              | DNA              | DNA                                                       | DNA                                                       | DNA              | 14e    |
| Shin A-lam                             | Épée individuelle  | NC               | Kryvytska 14-15  | DNA              | DNA              | DNA              | DNA                                                       | DNA                                                       | DNA              | 20e    |
| Choi In-jeong Kang Young-mi Shin A-lam | Épée par équipes   | NC               | NC               | NC               | Estonie 26-27    | DNA              | Ukraine 45-34 États-Unis 18-22                            | 6e                                                        | DNA              | 6e     |
| Jeon Hee-sook                          | Fleuret individuel | NC               | Giménez 10-8     | Shanayeva 11-15  | DNA              | DNA              | DNA                                                       | DNA                                                       | DNA              | 13e    |
| Nam Hyun-hee                           | Fleuret individuel | NC               | Nishioka 12-15   | DNA              | DNA              | DNA              | DNA                                                       | DNA                                                       | DNA              | 17e    |
| Hwang Seo-na                           | Sabre individuel   | NC               | Brunet 11-15     | DNA              | DNA              | DNA              | DNA                                                       | DNA                                                       | DNA              | 19e    |
| Kim Ji-yeon                            | Sabre individuel   | NC               | Nguyễn 15-3      | Gulotta 13-15    | DNA              | DNA              | DNA                                                       | DNA                                                       | DNA              | 11e    |
| Seo Ji-yeon                            | Sabre individuel   | NC               | Dyachenko 12-15  | DNA              | DNA              | DNA              | DNA                                                       | DNA                                                       | DNA              | 20e    |
| Hwang Seo-na Kim Ji-yeon Seo Ji-yeon   | Sabre par équipes  | NC               | NC               | NC               | Ukraine 40-45    | DNA              | France 45-40 Pologne 45-41                                | 5e                                                        | DNA              | 5e     |

## Football

### Tournoi masculin
L'équipe de Corée du Sud olympique de football gagne sa place pour les Jeux lors du Championnat d'Asie de football des moins de 23 ans 2016.

## Handball

### Tournoi féminin
L'équipe de Corée du Sud de handball féminin gagne sa place pour les Jeux en remportant le tournoi asiatique de qualification olympique en 2015.

## Hockey sur gazon

### Tournoi féminin
L'équipe de Corée du Sud de hockey sur gazon féminin gagne sa place pour les Jeux en tant que vainqueur des Jeux asiatiques de 2014.

## Natation
| Athlète     | Épreuve        | Séries  | Séries | Demi-finales | Demi-finales | Finale   | Finale   |
| Athlète     | Épreuve        | Temps   | Rang   | Temps        | Rang         | Temps    | Rang     |
| ----------- | -------------- | ------- | ------ | ------------ | ------------ | -------- | -------- |
| An Se-hyeon | 100 m papillon | 57 s 80 | 10     | 57 s 95      | 9            | Éliminée | Éliminée |

| Athlète       | Épreuve     | Séries        | Séries | Demi-finales | Demi-finales | Finale   | Finale   |
| Athlète       | Épreuve     | Temps         | Rang   | Temps        | Rang         | Temps    | Rang     |
| ------------- | ----------- | ------------- | ------ | ------------ | ------------ | -------- | -------- |
| Park Tae-hwan | 400 m libre | 3 min 45 s 63 | 10e    | NC           | NC           | Éliminée | Éliminée |

## Tir à l'arc
| Athlète                             | Compétition | Tour préliminaire | Tour préliminaire | 1er tour                  | 2e tour                   | 3e tour           | Quarts de finale            | Demi-finales        | Match pour la médaille de bronze | Match pour la médaille de bronze | Finale                     | Finale |
| Athlète                             | Compétition | Score             | Rang              | Adversaire Score          | Adversaire Score          | Adversaire Score  | Adversaire Score            | Adversaire Score    | Adversaire Score                 | Rang                             | Adversaire Score           | Rang   |
| ----------------------------------- | ----------- | ----------------- | ----------------- | ------------------------- | ------------------------- | ----------------- | --------------------------- | ------------------- | -------------------------------- | -------------------------------- | -------------------------- | ------ |
| Ku Bonchan                          | Individuel  | 681               | 6e                | Bat Boris Baláž           | Bat Patrick Huston        | Bat Florian Floto | Bat Taylor Worth            | Bat Brady Ellison   | -                                | -                                | Bat Jean-Charles Valladont | 1re    |
| Lee Seung-yun                       | Individuel  | 676               | 12e               | Bat Daniel Rezende Xavier | Bat Miguel Alvariño       | Bat Atanu Das     | Battu par Sjef van den Berg | non qualifié        | non qualifié                     | non qualifié                     | non qualifié               | 7e     |
| Kim Woojin                          | Individuel  | 700               | 1re               | Bat Gavin Sutherland      | Battu par Riau Ega Agatha | non qualifié      | non qualifié                | non qualifié        | non qualifié                     | non qualifié                     | non qualifié               | 23e    |
| Kim Woojin Lee Seung-yun Ku Bonchan | Par équipes | 2057              | 1re               | -                         | -                         | -                 | Bat Pays-Bas 6 - 0          | Bat Australie 6 - 0 | -                                | -                                | Bat États-Unis 6 - 0       | 1re    |

| Athlète                             | Compétition | Tour préliminaire | Tour préliminaire | 1er tour             | 2e tour                | 3e tour            | Quarts de finale              | Demi-finales             | Match pour la médaille de bronze | Match pour la médaille de bronze | Finale           | Finale |
| Athlète                             | Compétition | Score             | Rang              | Adversaire Score     | Adversaire Score       | Adversaire Score   | Adversaire Score              | Adversaire Score         | Adversaire Score                 | Rang                             | Adversaire Score | Rang   |
| ----------------------------------- | ----------- | ----------------- | ----------------- | -------------------- | ---------------------- | ------------------ | ----------------------------- | ------------------------ | -------------------------------- | -------------------------------- | ---------------- | ------ |
| Choi Mi-sun                         | Individuel  | 669               | 1re               | Bat Yessica Camilo   | Bat Le Chien-ying      | Bat Inna Stepanova | Battue par Alejandra Valencia | non qualifiée            | non qualifiée                    | non qualifiée                    | non qualifiée    | 8e     |
| Chang Hye-jin                       | Individuel  | 666               | 2e                | Bat Lusitania Tatafu | Bat Lidiia Sichenikova | Bat Kang Un-ju     | Bat Naomi Folkard             | Bat Ki Bo-bae            | -                                | -                                | Bat Lisa Unruh   | 1re    |
| Ki Bo-bae                           | Individuel  | 663               | 3e                | Bat Shehzana Anwar   | Bat Veronika Marchenko | Bat Htwe San Yu    | Bat Wu Jiaxin                 | Battue par Chang Hye-jin | Bat Alejandra Valencia           | 3                                | -                | 3      |
| Choi Mi-sun Chang Hye-jin Ki Bo-bae | Par équipes | 1998              | 1re               | dispensée            | dispensée              | dispensée          | Bat Japon                     | Bat Taipei chinois       | -                                | -                                | Bat Russie       | 1re    |

## Volley-ball

### Tournoi féminin
L'équipe de Corée du Sud de volley-ball féminin se qualifie pour les Jeux via le tournoi de qualification olympique de Tokyo en mai 2016.